# Cañada del Buey
Para el río boliviano, véase río Buey
La cañada del Buey es un pequeño curso de agua uruguayo ubicado en el departamento de Treinta y Tres, nace en la cuchilla de Cerro Largo, atraviesa la localidad de Costas del Tacuarí en la arrocera de Rincón hasta el río Tacuarí donde desemboca.
Es importante para el riego de arroz y algunos habitantes de la zona lo usan como balneario.
- Datos: Q8343234